# توماس غيرا
توماس غيرا (بالإنجليزية: Thomas Guerra)‏ هو مهندس المناظر الطبيعية أمريكي، ولد في 23 فبراير 1985 في ديلانو في الولايات المتحدة.